# 珍·韦克菲尔德
珍·韦克菲尔德（英語：Jenn Wakefield，1989年6月15日—），加拿大女子冰球运动员。她曾代表加拿大国家队参加2014年和2018年冬季奥林匹克运动会冰球比赛，获得一枚金牌和一枚银牌。